# Värati laht
Värati laht eller Värati lõpp är en vik på Estlands sydvästkust mot Rigabukten. Den ligger i Tõstamaa kommun i landskapet Pärnumaa, 130 km söder om huvudstaden Tallinn. Den ligger mellan uddarna Suti nasv och Värati poolsaar och vid byn (estniska: küla) Värati.